# Gyaring (Cikung)
Gyaring (tibetsky Gyaring Co nebo Kyaring Co) je jezero v mezihorské kotlině Tibetské náhorní plošiny v Tibetské autonomní oblasti v ČLR. Má délku 65 km, maximální šířku 15 km a rozlohu 674 km². Leží v nadmořské výšce 4708 m.

## Vodní režim
Voda z něj odtéká průtokem do sousedního jezera Cikung.

## Vlastnosti vody
Zamrzá od listopadu do května.

## Fauna
Je bohaté na ryby.